# Losonczi Farkas Károly
Losonczi (Lossonczi, Lossonczy) Farkas Károly  (Miskolc, 1820. május 20. – Nyíregyháza, 1901. január 30.) jogász, Miskolc első polgármestere, tizenkét évig állt a város élén.

## Élete
Miskolcon volt ügyvéd 1849-től, a szabadságharc utáni nehéz években, és a huszonöt éves jogi pályafutása alatt – miközben megyei és városi tisztségeket látott el – a város megbecsült polgára lett. 1867-ben, a kiegyezés évében választották meg főbírónak (polgármesternek). Megbízatása letelte után, 1873-ban, újabb hat évre (akkoriban hat évig tartott egy polgármesteri ciklus) megválasztották.
Polgármesteri ténykedésének egyik legfőbb iránya az önálló városi cím kivívása volt, akkoriban, 1848-tól, Miskolc rendezett tanáccsal bíró mezőváros volt, és a diósgyőri koronauradalomhoz tartozott. Az önálló városi törvényhatóság iránti törekvés csak 1909-ben járt sikerrel, pedig a következő polgármesterek mind fontos feladatuknak tartották, végül Szentpáli István idején valósult meg a terv. A városi vezetés első lépésként a kincstári jogok és haszonvételek (például a piaci helypénzbeszedési jog, a korcsmároztatási jog, a szállodák, a malmok, a serház területei után fizetett bérlet stb.) örökös megváltását tűzte ki célul. Ez a megváltási összeg közel 400 000 forintot tett ki, amit 22 év alatt, 8%-os kamat mellett kellett a városnak törleszteni. Végül 1877-re sikerült a koronauradalomhoz való kapcsolatot felszámolni. Losonczi polgármester idején valósult meg a városi földbirtokrendezés, az ún. tagosítás. Kiköveztette a Piac utcát (ma Széchenyi utca), járdákat készíttetett, a Zsolcai kapuban ipari üzemek jöttek létre. 1873-ban megalapította a Tűzoltó Egyletet, amelynek elnöke is lett. 1871-re épült fel a ma is álló városháza, határozatot fogadtatott el a közgyűléssel a város „új kisded kórházának” felépítésére.
Az 1878-as polgármester-választáskor már nem kapott bizalmat (Soltész Nagy Kálmán ellenében), de Borsod vármegye főszolgabírája lett, és a mezőcsáti kerületből országgyűlési képviselőnek választották, amely tisztségben két ciklust töltött. Képviselősége után, 1885-ben, a fővárosi magyar királyi államrendőrség levéltárnoki hivatalának tanácsosa lett. Halála előtt két és fél évvel költözött Nyíregyházára, és ott is érte a halál 1901-ben. Halála évében jelent meg verseinek gyűjteménye Alkonyatkor című kötetében.
Miskolc utcát nevezett el róla a Népkert mellett, de ezt 1940-ben Budai József utcára keresztelték át.